# エイナル・マキネン
エイナル・マキネン（Einar Nikolai Mäkinen, 1895年7月3日 - 1965年9月8日）は、フィンランドの軍人。中将。
冬戦争時、大本営第1（作戦）局長となり、軍事作戦の計画立案に参加した。1940年から1941年まで、地域軍事統制問題担当参謀本部監察官。1941年、大本営作戦局長に任命。
1941年から1942年まで、第1軍団長となり、カレリア地峡地区の予備部隊となった。1941年8月中旬、ソルタワルに対して攻勢を開始し、ソ連軍に大打撃を与え、8月20日にソ連軍をヴァラームまで撤退させた。1942年から1943年、第5軍団を指揮。1943年から1944年、運輸・社会業務省社会業務局長となり、ソ連軍のフィンランド侵入に備えて、フィンランドの防衛システムを整備した。1944年6月、ソ連軍の攻勢が始まった時、第2軍団長となり、オネジュ湖北方に展開した。優勢なソ連第32軍に攻撃され退却を開始し、6月24日にメドヴェジエゴルスクを明け渡した。